# Sansára
Sansára či samsára (v sanskrtu a páli saṃsāra [výslovnost: sansára], písmem dévanágarí संसार) je označení pro koncept neustálého znovuzrozování známý zvláště ve východních náboženstvích (hinduismu, buddhismu a džinismu).
V těchto náboženstvích je tento koloběh stále nových a nových životů považován za strastiplný, na rozdíl od častých interpretací v rámci hnutí New Age. Únik z něho je možný prostřednictvím poznání pravé skutečnosti (záleží pak na tom kterém duchovním směru, co za pravou skutečnost považuje). Tak je dosaženo stavu „vysvobození“ (a v některých variantách i „věčného štěstí“), který hinduisté označují jako mókša a buddhisté jako nirvána.

## Sansára v buddhismu
Názorně je buddhistický pohled na sansáru předveden v tzv. „kole života“ (bhavačakra), které je často zobrazováno v tibetském buddhismu. V centru kola jsou namalovány jeho hnací síly (kořeny neprospěšného jednání, mluvení a myšlení, „akušala-múla“): žádostivost, zášť a klam, jako prase, had a kohout. V prostřední řadě je šest možných oblastí zrození: bozi a polobozi, lidé, zvířata, hladoví duchové a obyvatelé pekelných světů. Míra strasti je nejmenší v nebeských světech a největší v peklech. Ve vnějším okruhu je 12 členů řetězu podmíněného vznikání, který začíná nevědomostí. Celé kolo života pak objímá bůh pekel Jama (nikoli Mára, jak se někteří mylně domnívají), který symbolizuje neustále přítomnou smrt.

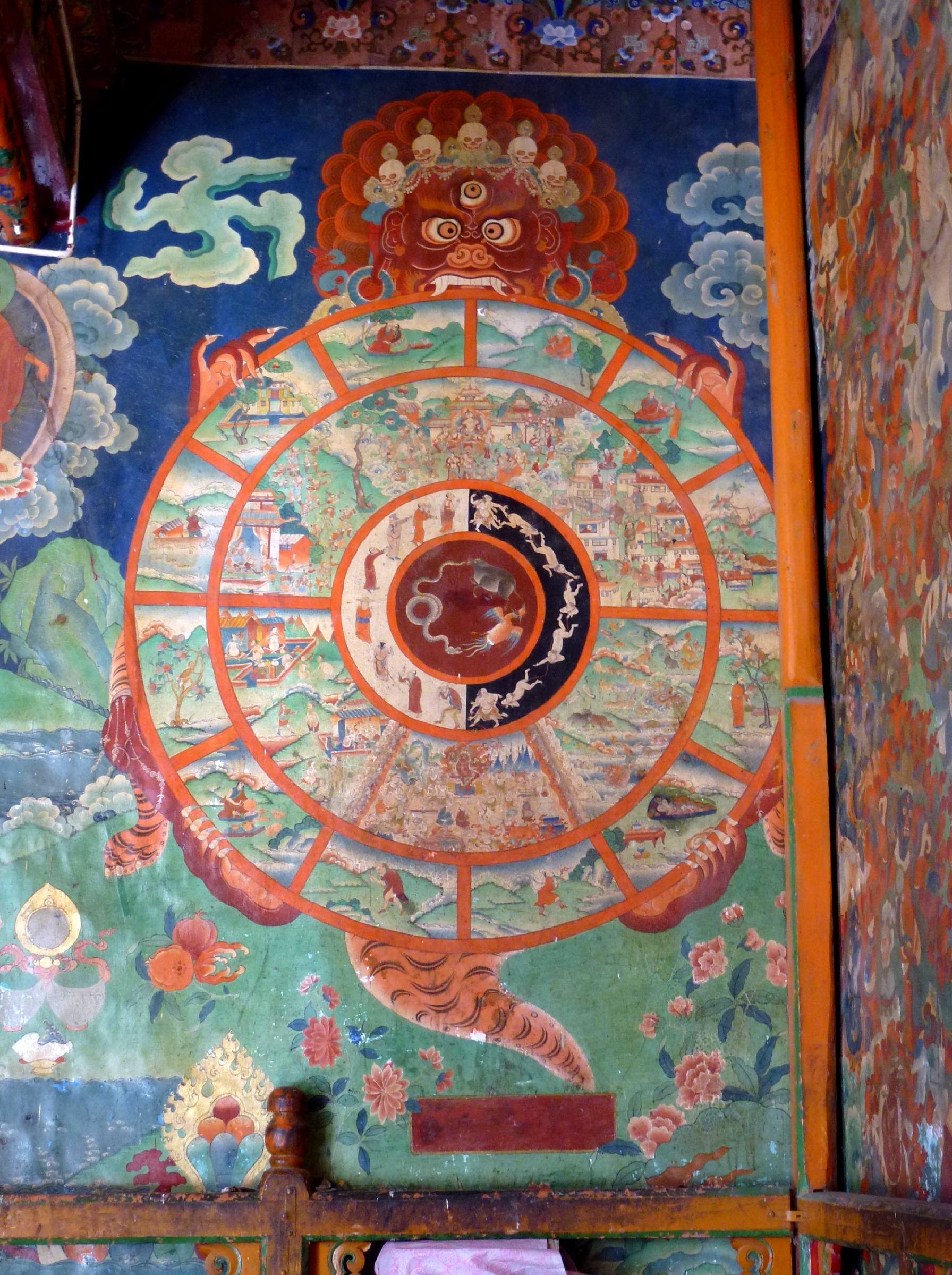
Tibetské vyobrazení kola sansáry v klášteře Sera

Šest buddhistických sfér jsou místa, do kterých se nejen lidé podle buddhismu mohou reinkarnovat. Každá sféra je jiná a žijí v ní jiné bytosti.
Šest sfér v buddhismu
1. Naraka-gati (Svět pekla) – sféra neustáleho utrpení.
2. Préta-gati (Svět hladových duchů) – V tomto světě se podle buddhismu znovuzrodíš jako tzv. „hladový duch“, který je stále hladový, ale nikdy neukojí svůj hlad.
3. Tirjagjóni-gati (Svět zvířat) – V tomto světě se znovuzrodíš jako zvíře.
4. Manušja-gati (Svět lidí) – V tomto světě znovuzrodíš jako člověk.
5. Asura-gati (Svět polobohů) – V tomto světě znovuzrodíš jako polobůh.
6. Déva-gati (Svět bohů) – Tento svět tvoří bytosti o tolik moudřejší než lidé, že se tento svět nazývá také „Sféra bohů“.

Současný život je buddhisty považován jen za prchavý okamžik v nekonečném, stále znovu se opakujícím cyklu zrození, stárnutí, utrpení a smrti. V jaké formě se bytost znovu narodí, závisí na její minulé karmě. Pokud v předešlých životech bytost konala prospěšné činy, narodí se jako člověk nebo v nebeských sférách jako „božská“ bytost (déva). Tyto „božské“ bytosti zakoušejí ve svém životě méně utrpení než lidé, ale i ony jsou podrobeny stárnutí a smrti. Ve svých „šťastných světech“ mají navíc méně možností než lidé konat dobré skutky, a proto se jejich pozitivní karma časem vyčerpá a v dalším životě se zrodí opět v nižších světech. Pokud převáží negativní karma, dojde ke zrození ve zvířecí podobě, ve formě hladových duchů nebo v pekelných světech. Ani zde ovšem bytosti nezůstávají věčně, ale po vyčerpání své negativní karmy se zrodí opět ve vyšší formě. Toto věčné putování „nahoru a dolů“ probíhá znovu a znovu, dokud není přerušen řetěz příčin, který způsobuje nová zrození.
Podle buddhismu je nejlepší zrození v lidské podobě, protože je ze všech sfér nejvhodnější pro praxi Buddhova učení. I když realizace nirvány je možná i v jiných sférách existence, zejména v nebeských světech. Zde je ale vlivem převažujícího štěstí a téměř dokonalého pohodlí duchovní cesta mnohem obtížnější. Přesto není pravdou, jak se někdy na Západě mylně myslí, že buddhisté neusilují o zrození v nebeských světech. V mnoha rozpravách samotný Buddha vyučoval laiky tak, aby se po smrti zrodili jako nebeské bytosti (dévové). Avšak na rozdíl od některých náboženství buddhismus nechápe zrození v nebi jako konečný cíl, jelikož i nebeské bytosti jsou smrtelné a stále podléhají koloběhu znovuzrozování. V rámci buddhismu se tedy zrození v nebeských sférách spíše chápe jako jakési zpříjemnění cesty sansárou, hlavním ukolem je realizace konečného vysvobození ze sansáry a ukončení neustálého znovuzrozování. Protože tento úkol je nejsnáze splnitelný v lidském zrození a navíc dle buddhistické kosmologie tvoří lidé jen nepatrný zlomek všech bytostí, je v buddhismu lidský život považován ze velkou vzácnost. Buddha poukázal na vzácnost lidského zrození pomocí metafory: přirovnal celý třitisíckrát složený všehosvět k velkému oceánu, na němž plave dřevěný kruh. Na dně tohoto oceánu žije slepá želva. Jednou za 100 let tato želva vyplouvá na povrch, aby se nadechla a poté se vrací na dno. Naše šance narodit se v cenném lidském těle je menší než pravděpodobnost, že se želva trefí hlavou do tohoto dřevěného kruhu.